# Chassalia
Chassalia is een geslacht van tweezaadlobbige planten uit de sterbladigenfamilie (Rubiaceae). 
Deze planten komen voor in (sub)tropische gebieden van Azië en Afrika.

## Enkele soorten
- Chassalia boryana (endemisch op de Mascarenen)
- Chassalia curviflora (Zuidoost-Azië, van India en Indonesië tot China)
- Chassalia corallioides (endemisch op Réunion)
- Chassalia capitata (Mauritius, Timor; ernstig bedreigde soort[1])
- Chassalia eurybotrya (endemisch op Madagaskar; bedreigde soort[2])
- Chassalia laikomensis (Kameroen en Nigeria; ernstig bedreigde soort[3])
- Chassalia oxylepis (Indonesië (Java))

## Synoniemen
- Proscephaleium Korth.
- Zwaardekronia Korth.